# Kredens (skała)

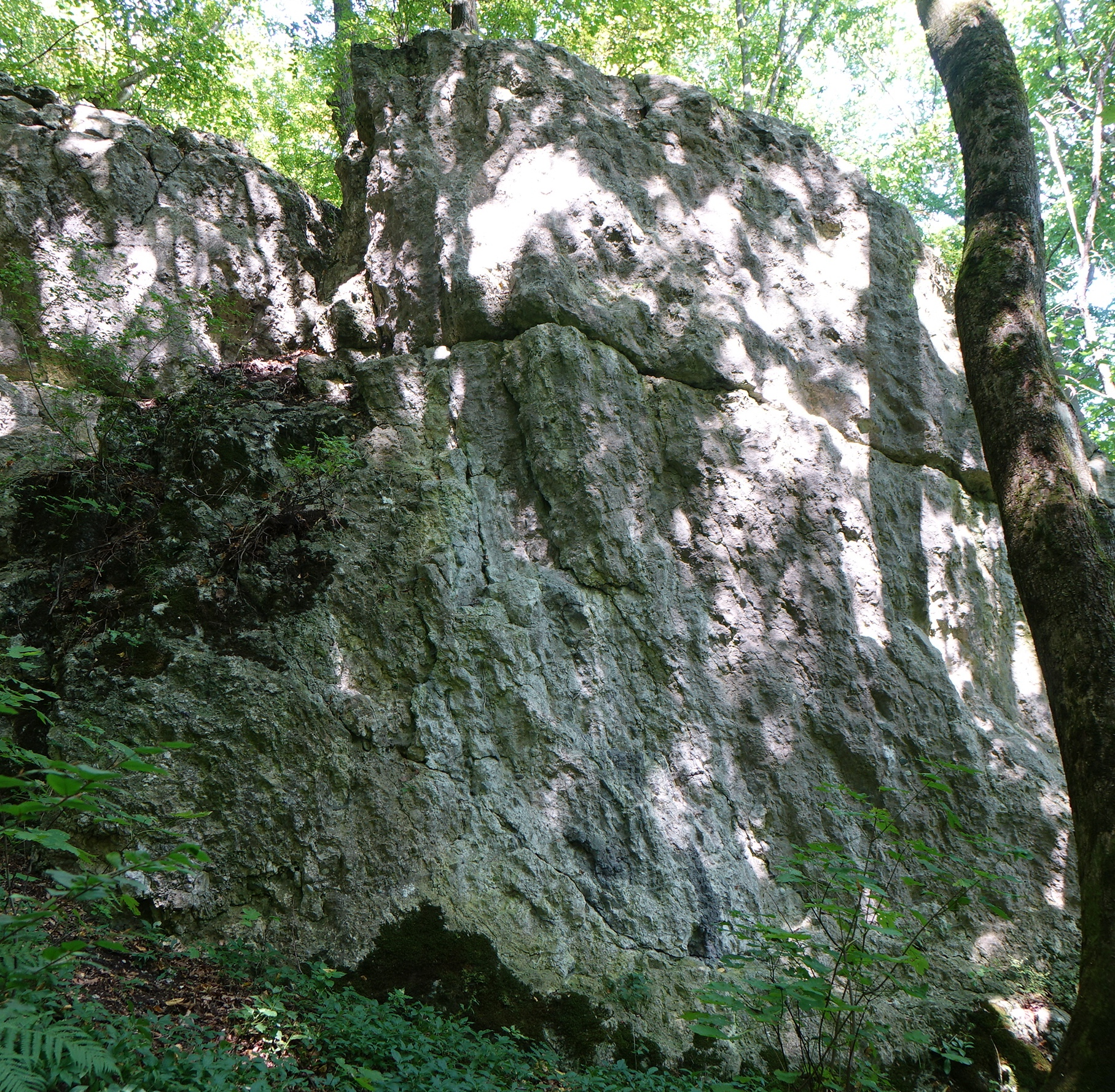

Kredens – skała w prawych, opadających do Aleksandrówki zboczach Doliny Aleksandrowickiej we wsi Aleksandrowice w województwie małopolskim, w powiecie krakowskim, w gminie Zabierzów. Pod względem geograficznym znajduje się na Garbie Tenczyńskim wchodzącym w skład Wyżyny Krakowsko-Częstochowskiej.
Skała znajduje się w lesie przy dolnym końcu doliny, powyżej stawu rybnego. Są tutaj 3 zbudowane z wapieni grzędy skalne opadające w dół stoku. Kredens znajduje się w dolnej części najdalej wysuniętej na wschód, powyżej niego w przedłużeniu grzędy jest skała Magiel. Nazwę skałom nadali wspinacze skalni.
W latach 2018–2020 na Kredensie poprowadzono 5 dróg wspinaczkowych o trudności od IV+ do VI+ w skali polskiej. Mają zamontowane punkty asekuracyjne (ringi) i stanowisko zjazdowe (st) z dwóch ringów na szczycie skały.
1. Aleksander Niewielki; V+
2. Pypkulina; VI+
3. Han z Olo; VI.1
4. Palupa; V+
5. Wyjazdowy filarek; IV[2].

W środkowej grzędzie po zachodniej stronie Kredensa jest skała Przystawka.